# Rytm dobowy
Rytm dobowy, cykl dobowy, rytmika dobowa – dobowy cykl zmian zachowania się zwierząt oraz zmian w fizjologii roślin, tłumaczony istnieniem zegara biologicznego, czyli czynników wewnętrznych regulujących periodyczny charakter procesów wzrostu i rozwoju, aktywności, snu, odżywiania się.
Rytm dobowy charakteryzuje zasadniczo wszystkie organizmy. U zwierząt występuje również przy zaniku dobowych zmian światła, temperatury i innych cyklicznych sygnałów zewnętrznych, zwanych dawcami czasu – taki endogenny cykl jest zazwyczaj nieco dłuższy (u ludzi) lub nieco krótszy niż 24 godziny.
W maju 2013 roku „za odkrycie mechanizmów molekularnych stojących u podstaw rytmów dobowych" Jeffreyowi C. Hallowi, Michaelowi Rosbashowi i Michaelowi W. Youngowi przyznano Nagrodę Shawa w dziedzinie nauk o życiu i medycyny. Tym samym uczonym w roku 2017 „za odkrycia mechanizmów molekularnych kontrolujących rytm okołodobowy u muszek owocowych” przyznano Nagrodę Nobla w dziedzinie fizjologii i medycyny.
Rytm biologiczny, aby został nazwany okołodobowym musi spełniać trzy ogólne kryteria: 
- Rytm ma endogenny okres swobodnego działania, który trwa około 24 godzin.

- Rytm można zresetować poprzez wystawienie na działanie bodźców zewnętrznych (takich jak światło i ciepło)

- Rytmy wykazują kompensację temperatury. Innymi słowy, utrzymują one okresowość okołodobową w zakresie temperatur fizjologicznych.

Rytmiczność okołodobowa występuje w powtarzalności snu i karmienia zwierząt, w tym ludzi. Istnieją również wyraźne wzorce temperatury ciała, aktywności fali mózgowej, produkcji hormonów, regeneracji komórek i innych czynności biologicznych.